# Grand Cancan
Pour plus de détails, voir Fiche technique et Distribution.
Grand Cancan (Grand Канкан) est un film dramatique musical franco-russe réalisé par Mikhaïl Kossyrev-Nesterov et sorti en 2020.
Le film est inspiré par des histoires vraies. Les participants aux événements ont accepté de jouer leur propre rôle dans le film. Le film est divisé en deux parties avec une intrigue en miroir.

## Synopsis
Un jeune couple marié, l'étoile montante, le ténor Pavel et Yana attendent un enfant. Lors d'une représentation du « Bal au Savoy », Jana, enceinte, tombe accidentellement sur scène. Cette situation dramatique révèle les deux amoureux sous un jour inattendu.
Elena, prima donna du théâtre d'opérette, et son mari Sergueï, entrepreneur, vivent dans deux maisons : l'une à Moscou et l'autre à Perros-Guirec en France. Elena a beaucoup d'admirateurs et un jeune amant, mais il s'avère soudain que son mari est malade en phase terminale.

## Fiche technique
- Titre original : Grand Канкан[1], Grand Cancan[2]
- Réalisation : Mikhaïl Kossyrev-Nesterov
- Scénario : Mikhaïl Kossyrev-Nesterov
- Photographie : Dmitri Oulukaïev
- Montage : Nikolaï Viktorov
- Décors : Marina Ananieva
- Production : Mikhaïl Kossyrev-Nesterov
- Société de production : M-Film (Moscou), B-Tween (Paris)
- Pays d'origine :  Russie -  France
- Langue originale : russe - français
- Format : couleur
- Genre : drame musical
- Durée : 131 minutes
- Dates de sortie :
  - Russie : 3 octobre 2020 (Festival du film de Moscou 2020)

## Distribution
- Zaïtseva Yelena (ru) : Yelena
- Ivanov Pavel : Pavel
- Ivanova Iana : Iana
- Kimaïeva Aleksandra : Jena Pavla
- Iakovlev Anton : Serguéï
- Kaliazine Dmitri : Dima
- Iouri Vendeneïev (ru) : un comédien de théâtre

## Exploitation
La première mondiale a eu lieu en août 2020 aux États-Unis dans le cadre du programme de compétition du Phoenix Film Festival (en). La première projection publique en Russie a eu lieu dans le cadre des programmes russes du 42e Festival international du film de Moscou le 3 octobre 2020. Le film est sorti dans les salles russes le 3 mars 2021. La première a eu lieu à Moscou dans la grande salle du cinéma KARO 11 Oktyabr. La première télévisée dans la fédération de Russie a eu lieu le 2 décembre 2022 sur la chaîne de télévision Rossiya-Koultoura. Dans les années 2020-2023, le film a participé à 98 festivals du film mondiaux et a remporté 81 prix.

### Accueil critique
« Mikhaïl Kosyrev-Nesterov a tourné un film musical très particulier basé sur le récit des principaux artistes du théâtre, des difficultés de leur vie, qui reste invisible au public. »

— Soirées du cinéma russe de Bordeaux